# 1. division i ishockey 1993-94
1. division i ishockey 1993-94 var den næstbedste række i dansk ishockey i sæsonen 1993-94. Turneringen var siden den foregående sæson blevet reduceret fra 14 til 8 hold og ændret fra to geografisk opdelte kredse til en landsdækkende række, der blev afviklet som en dobbeltturnering alle-mod-alle.
To hold kvalificerede sig til kvalifikationsspillet om oprykning til Eliteserien 1994-95: Herlev IK og nedrykkerne fra Gladsaxe SF, men ingen af holdene formåede at sikre en oprykningsplads.
De seks øvrige deltagende hold var:
- Esbjerg IK 2
- Herning IK 2
- Kastrup IC
- KSF
- Rungsted IK 2
- Århus IK